# Frank Sinatra's Greatest Hits, Vol. 2
Frank Sinatra's Greatest Hits, Vol. 2 è un album di raccolta del cantante statunitense Frank Sinatra, pubblicato nel 1972.

## Tracce
1. My Way
2. A Man Alone
3. Cycles
4. Bein' Green
5. Love's Been Good to Me
6. I'm Not Afraid
7. Goin' Out of My Head
8. Something
9. What's Now Is Now
10. Star!
11. The September of My Years